# 小川春菜
小川 春菜（おがわ はるな、1979年10月31日 - ）は、日本のAV女優。お菓子系アイドルとしても活動。

## 作品

### アダルトビデオ
- 裸でKiss Me（1998年4月21日、フォー・ユー （for you））
- とんがり乳首のお嬢さん（1998年6月30日、フォー・ユー （for you））
- 微乳プリン（1998年8月31日、フォー・ユー （for you））
- アソコの中のファンタジー（1998年10月21日、フォー・ユー （for you））
- 生でぶち込む（1998年11月22日、フォー・ユー （for you））
- 女子校生監禁凌辱 鬼畜輪姦16（1998年12月18日、アタッカーズ）

## 出演
テレビ番組
・FNS27時間テレビ (1998年、1コーナーで猫の着ぐるみを着ての出演、顔出しは無し)